# Moskursfjall
Moskursfjall è una montagna alta 624 metri sul mare situata sull'isola di Streymoy, la maggiore dell'arcipelago delle Isole Fær Øer, in Danimarca.